# Provinz Chincha
Die Provinz Chincha ist eine von fünf Provinzen der Region Ica an der Pazifikküste von Peru.

## Geographische Lage
Die Provinz Chincha grenzt im Norden an die Provinzen Cañete und Yauyos (Lima), im Osten an die Provinz Castrovirreyna (Huancavelica), im Süden an die Provinz Pisco und im Westen an den Pazifischen Ozean.

## Verwaltungsgliederung
Die Provinz Chincha gliedert sich in 11 Distrikte (Distritos). Der Distrikt Chincha Alta ist Sitz der Provinzverwaltung.
| Distrikt                | Verwaltungssitz         |
| ----------------------- | ----------------------- |
| Alto Larán              | Alto Larán              |
| Chavín                  | Chavín                  |
| Chincha Alta            | Chincha Alta            |
| Chincha Baja            | Chincha Baja            |
| El Carmen               | El Carmen               |
| Grocio Prado            | San Pedro               |
| Pueblo Nuevo            | Pueblo Nuevo            |
| San Juan de Yanac       | San Juan de Yanac       |
| San Pedro de Huacarpana | San Pedro de Huacarpana |
| Sunampe                 | Sunampe                 |
| Tambo de Mora           | Tambo de Mora           |